# Episodi di One Tree Hill (terza stagione)
| nº | Titolo originale                                                                         | Titolo italiano                     | Prima TV USA     | Prima TV Italia  |
| -- | ---------------------------------------------------------------------------------------- | ----------------------------------- | ---------------- | ---------------- |
| 1  | Like You Like An Arsonist                                                                | Tutti mentono sempre                | 5 ottobre 2005   | 26 febbraio 2007 |
| 2  | From the Edge of the Deep Green Sea                                                      | Una spiaggia piena di sogni         | 12 ottobre 2005  | 27 febbraio 2007 |
| 3  | First Day on a Brand New Planet                                                          | Il passato non tornerà              | 19 ottobre 2005  | 28 febbraio 2007 |
| 4  | An Attempt to Tip the Scales                                                             | Ballo in maschera                   | 26 ottobre 2005  | 1º marzo 2007    |
| 5  | A Mulititude of Casualties                                                               | Il candidato                        | 2 novembre 2005  | 2 marzo 2007     |
| 6  | Locked Hearts and Hand Grenades                                                          | Il ragazzo dei sogni                | 9 novembre 2005  | 5 marzo 2007     |
| 7  | Champagne for My Real Friends, Real Pain for My Sham Friends                             | Ad ognuno la sua serata             | 16 novembre 2005 | 6 marzo 2007     |
| 8  | The Worst Day Since Yesterday                                                            | La prima partita dell’anno          | 30 novembre 2005 | 7 marzo 2007     |
| 9  | How a Resurrection Really Feels                                                          | Riconciliazioni                     | 7 dicembre 2005  | 8 marzo 2007     |
| 10 | Brave New World                                                                          | Il mondo nuovo                      | 11 gennaio 2006  | 9 marzo 2007     |
| 11 | Return of the Future                                                                     | Il ritorno di Keith                 | 18 gennaio 2006  | 12 marzo 2007    |
| 12 | I've Got Dreams to Remember                                                              | Sogni e desideri                    | 25 gennaio 2006  | 13 marzo 2007    |
| 13 | The Wind That Blew My Heart Away                                                         | Black out                           | 1º febbraio 2006 | 14 marzo 2007    |
| 14 | All Tomorrow's Parties                                                                   | Un istante per sempre               | 8 febbraio 2006  | 15 marzo 2007    |
| 15 | Just Watch the Fireworks                                                                 | Confessioni dalla capsula del tempo | 15 febbraio 2006 | 16 marzo 2007    |
| 16 | With Tired Eyes, Tired Minds, Tired Souls, We Slept                                      | Una tragedia annunciata             | 1º marzo 2006    | 19 marzo 2007    |
| 17 | Who Will Survive, and What Will Be Left of Them                                          | Le fasi del lutto                   | 29 marzo 2006    | 20 marzo 2007    |
| 18 | When It Isn't Like It Should Be                                                          | Il cambiamento                      | 5 aprile 2006    | 21 marzo 2007    |
| 19 | I Slept with Someone in Fall Out Boy and All I Got Was This Stupid Song Written About Me | Bisogno di aiuto                    | 12 aprile 2006   | 22 marzo 2007    |
| 20 | Everyday Is a Sunday Evening                                                             | La vittoria del cuore               | 19 aprile 2006   | 23 marzo 2007    |
| 21 | Over the Hills and Far Away                                                              | Inseguire l’amore                   | 26 aprile 2006   | 26 marzo 2007    |
| 22 | The Show Must Go On                                                                      | Chi si salverà?                     | 3 maggio 2006    | 27 marzo 2007    |

## Tutti mentono sempre
- Titolo originale: Like You Like An Arsonist
- Diretto da: Gregory Prange
- Scritto da: Mark Schwahn

### Trama
L’episodio inizia con Lucas e Peyton che vanno a casa di lei di ritorno dalla spiaggia e si dicono quanto si erano mancati, concordando sul fatto che finalmente la lontananza tra loro sembra essere acqua passata, poi Peyton dice a Lucas che sa della “scatola dei rimpianti” su di lei trovata da Brooke in camera sua e lui le racconta ciò che è successo poco prima con l’amica: Peyton è dispiaciuta per lui, mentre invece Lucas guarda malinconicamente uno dei disegni sempre risalenti alla loro storia e le dice che saranno sempre loro, in un modo o nell’altro, e Peyton, felice, concorda con lui, così i due si promettono di non separarsi mai più, dopodiché iniziano a raccontarsi segreti e confidenze, in particolare lui racconta di sapere cos’è successo all’autosalone di Dan, mentre lei gli rivela di Ellie. Nathan e Deb, invece, trovano Dan in fin di vita fuori dall’autosalone, mentre Haley, ormai tornata dalla tournèe, chiede al ragazzo di proseguire la loro storia, ma lui, arrabbiato e ferito per gli ultimi avvenimenti, la respinge, dicendole che passerà l’estate ad un campo di basket.
Arriva la fine dell’estate e Brooke torna a Tree Hill, trovando in aeroporto Lucas e pensando che sia lì ad aspettare lei, mentre il ragazzo, in realtà, è in attesa dell'arrivo di sua madre, di ritorno dal suo viaggio dopo che lei e Andy si sono lasciati perché resisi conto di avere priorità troppo diverse nella vita. Intanto, Dan, ormai ripresosi, indaga su chi ha tentato di ucciderlo. Nel frattempo, Lucas e Peyton hanno passato tutta l’estate insieme, tornando finalmente vicini come un tempo e più uniti che mai: mentre condividono un momento di intimità insieme, lui le dice che Brooke è tornata e lei gli chiede cos’ha intenzione di fare, poi i due, entrambi pensierosi, guardano nuovamente il loro disegno. Haley, invece, è decisa a riconquistare Nathan dopo che i due hanno passato tutta l'estate separati, mentre Peyton sembra essere arrabbiata con lei per essersene andata. Infine, Lucas sembra aver preso una decisione riguardo Brooke e le conferma che vorrebbe riprovare a stare con lei, che invece gli propone di avere una relazione non esclusiva in quanto non si fida di lui per quanto accaduto mesi prima: lui, seppur titubante, acconsente.
- Musiche: Street Map: Athlete (Album: Tourist). Stars and Boulevards: Augustana (Album: All the Stars and Boulevards). Elsewhere: Bethany Joy Lenz (Album: N/A). Feeling the Moment: Feeder (Album: One Tree Hill Volume 2 - Friends with Benefit). Nobody's Darlings: Lucero (Album: Nobody's Darlings). This Side of Heaven: Matthew Ryan (Album: N/A). Light Years Away: MoZella (Album: One Tree Hill Volume 2 - Friends with Benefit). All Eternal Things: Trembling Blue Stars (Album: The Seven Autumn Flowers). The Rhythm of Your Breathing: Trembling Blue Stars (Album: The Seven Autumn Flowers). Simple As it Should Be: Tristan Prettyman (Album: Twentythree).
- Riferimento del titolo: Il titolo fa riferimento al brano cantato da Texas

## Una spiaggia piena di sogni
- Titolo originale: From the Edge of the Deep Green Sea
- Diretto da: Kevin Dowling
- Scritto da: Mark Schwahn

### Trama
Lucas, durante una festa che Brooke organizza in spiaggia per celebrare la fine dell’ultima estate prima del diploma, le dice, mentre lei sta flirtando con altri ragazzi, che un giorno capirà che lui è il ragazzo giusto per lei, mentre, nel frattempo, cerca di aiutare Peyton con la questione di Ellie, che la abbandonò perché quando rimase incinta aveva problemi di tossicodipendenza e ora lei deve capire se darle una possibilità e provare a conoscerla e costruire un rapporto. Intanto, Haley cerca di riavvicinarsi a Nathan, che però, ancora ferito, sta sulle sue e la respinge. Intanto, Dan inizia ad avere dei flashback sulla sera dell’incendio e ricorda di aver visto Lucas.
- Riferimento del titolo: Il titolo fa riferimento al brano cantato da The Cure

## Il passato non tornerà
- Titolo originale: First Day on a Brand New Planet
- Diretto da: Billy Dickson
- Scritto da: Terrence Coli

### Trama
Inizia l’ultimo anno di liceo per i protagonisti. Nathan chiede a Haley un possibile divorzio, ma le dice che prima dovranno stare separati per un anno per vedere cosa succede nel frattempo e lei gli risponde che sa che torneranno insieme. Mentre continua il tira e molla tra Lucas e Brooke, l'amicizia tra lui e Peyton si fa sempre più forte e lei, grazie a lui, scopre qualcosa di sconcertante riguardo Ellie: mentre la ragazza credeva che la madre non fosse ancora uscita dal tunnel della tossicodipendenza, in realtà la donna sta assumendo oppiacei per alleviare il dolore per via di un cancro. Dan prova ad accusare diverse persone di aver appiccato il fuoco all’autosalone, ma non trova il colpevole ed arriva anche a pensare che sia stato proprio Lucas, così irrompe in palestra mentre lui si stava scambiando delle confidenze con Peyton e lo aggredisce: la ragazza è costretta ad intervenire per salvarlo ed a dire a Dan che Lucas non è colui che la sera dell’incendio ha cercato di ucciderlo, ma colui che invece l’ha tratto in salvo. Inoltre, l’uomo prova a convincere il consiglio del liceo a licenziare Whitey dall'incarico di coach dei Ravens, mentre Brooke trova lavoro come commessa in un negozio di abbigliamento. Infine, Lucas e Haley decidono di scrivere le loro predizioni annuali: lei scrive che tornerà insieme a Nathan, mentre lui scrive che ci riproverà con una delle due ragazze (Peyton e Brooke), ma non viene mostrato quale nome scrive.
- Riferimento del titolo: Il titolo fa riferimento al brano cantato da Jesse James

## Ballo in maschera
- Titolo originale: An Attempt to Tip the Scales
- Diretto da: Janice Cooke
- Scritto da: Stacy Rukeyser

### Trama
Peyton organizza una festa in maschera al Tric con ospiti i Fall Out Boy, occasione che dà l'opportunità a Haley di farsi notare da Nathan. Intanto, continua la relazione non esclusiva tra Lucas e Brooke, sebbene questa sia più stressante che altro per entrambi, mentre alla festa una nuova ragazza sembra mettere gli occhi su di lui. Inoltre, Peyton decide di parlare faccia a faccia con Ellie per cercare di conoscerla meglio. Dan si candida come nuovo sindaco, ma Deb fa di tutto per ostacolare la sua buona immagine. Intanto, Chris Keller torna a Tree Hill chiamato da Nathan per aiutare Haley a riprendere la sua musica, che, da quando è tornata, ha completamente abbandonato, sapendo quanto è importante per lei.
- Riferimento del titolo: Il titolo fa riferimento al brano cantato da Bright eyes

## Il candidato
- Titolo originale: A Mulititude of Casualties
- Diretto da: Thomas J. Wright
- Scritto da: R. Lee Fleming, Jr

### Trama
La stagione dei Ravens sta per cominciare e Nathan è il nuovo capitano. La ragazza che ha messo gli occhi su Lucas alla festa si scopre essere una nuova cheerleader, Rachel, il che suscita la gelosia di Brooke. Alla partita delle Follie di Mezzanotte, Dan, dal momento che ritireranno il suo numero di maglia, decide di annunciare la sua candidatura a sindaco, scoprendo di avere Karen come rivale, mentre tra i ragazzi scoppiano due risse: una tra Lucas e Nathan, che sono in disaccordo su come quest’ultimo sta trattando Haley, e un'altra tra Rachel e Brooke. Intanto, quest'ultima e Lucas litigano a loro volta perché non riescono proprio a capirsi: lei gli dice che la relazione non esclusiva era solo un modo per metterlo alla prova e far sì che lui combattesse per lei, ma lui le risponde che non poteva saperlo visto che lei sta continuando a comportarsi in modo immaturo e a non dirgli chiaramente se stare con lui è ciò che vuole davvero o meno. Whitey decide di nominare co-capitani dei Ravens Nathan e Lucas per costringerli ad appianare le divergenze venutesi a creare ultimamente tra loro. Infine, Nathan dice a Haley che se riesce a lavorare di nuovo alla sua musica con Keller senza provare niente per lui, allora può esserci ancora una possibilità per loro due, così Haley accetta di riprendere a fare musica con lui. Intanto, Peyton scopre che Ellie sta scrivendo di lei e del loro incontro, cosa che la fa infuriare al punto da intimarle di andarsene da Tree Hill.
- Riferimento del titolo: Il titolo fa riferimento al brano cantato da The Hold Steady

## Il ragazzo dei sogni
- Titolo originale: Locked Hearts and Hand Grenades
- Diretto da: Marita Grabiak
- Scritto da: James Stoteraux & Chad Fiveash

### Trama
Lucas decide di continuare a tenere nascosta a tutti la propria malattia cardiaca per poter rimanere in squadra e continuare a giocare. Intanto, Brooke organizza un gioco: le cheerleader devono scegliere un ragazzo e tenerselo per tutto l'anno e Rachel, per fare un dispetto a Brooke, più impegnata nella diatriba con lei che a scegliere Lucas, riesce a soffiarglielo grazie ad uno stratagemma. Gli altri abbinamenti decisi sono invece Nathan con Haley e Keller con Brooke, mentre Peyton sceglie Mouth.
- Riferimento del titolo: Il titolo fa riferimento al brano cantato da Plan A Project

## Ad ognuno la sua serata
- Titolo originale: Champagne for My Real Friends, Real Pain for My Sham Friends
- Diretto da: Paul Johansson
- Scritto da: Mark Schwahn

### Trama
Keller si presenta da Brooke e Nathan da Haley per un'uscita a quattro. Haley, per il loro appuntamento, porta Nathan sul terrazzo dove lei e Lucas ogni anno hanno sempre scritto i loro bigliettini dei desideri e Nathan decide di scriverne uno a sua volta, facendosi però promettere da Haley che non lo leggerà. Intanto, in rotta con Brooke perché lei non l’ha scelto al “ragazzo dei sogni”, Lucas esce con Rachel tentando di farla ingelosire, mentre lei va all’appuntamento con Chris. Peyton e Mouth passano invece la serata andando a trovare il nonno di lui, che è malato e non ricorda nulla della sua famiglia. In seguito, Lucas si fa accompagnare da Rachel all’appartamento di Brooke perché è con lei che vorrebbe stare, ma prima di lasciarlo andare Rachel, avendo scoperto della sua storia con Peyton, gli dice che non può essere così sicuro che sia Brooke la ragazza giusta, ma potrebbe essere ancora Peyton visto che l’ha amata e fino a poco tempo prima era certo che fosse lei oppure potrebbe addirittura non averla ancora nemmeno incontrata, visto che è ancora al liceo, ma lui resta fermo sull’idea di voler tornare con Brooke. Appena entrato nell’appartamento di Brooke, però, Lucas trova ad attenderlo un’amara sorpresa: Brooke è a letto con Keller.
- Riferimento del titolo: Il titolo fa riferimento al brano cantato da Fall Out Boy

## La prima partita dell'anno
- Titolo originale: The Worst Day Since Yesterday
- Diretto da: John Asher
- Scritto da: Mike Herro & David Stauss

### Trama
Lucas è furioso con Brooke e non vuole né vederla né sentirla. Peyton gli sta vicino e gli offre il suo supporto, ma lui dice di aver fatto un grosso errore di valutazione pensando che Brooke potesse essere la ragazza giusta e che non ripeterà più quello sbaglio. Intanto, i Ravens escono sconfitti dalla prima partita della stagione: Dan, deluso per la disfatta, irrompe negli spogliatoi aggredendo Nathan. Inoltre, la situazione di Brooke costringe Haley e Peyton a riavvicinarsi per stare vicine all’amica e la seconda confida finalmente alla prima il motivo per cui ce l’ha con lei: è stanca di vedere tutte le persone a cui tiene lasciarla, per un motivo o per l’altro, e, per questo, ha finito per sfogare ingiustamente la sua rabbia con lei che, dopo essersene andata, è l’unica ad essere tornata, ma ovviamente è contenta che l’abbia fatto. Le due, così, riescono a riappacificarsi.
- Riferimento del titolo: Il titolo fa riferimento al brano cantato da Flogging Molly

## Riconciliazioni
- Titolo originale: How a Resurrection Really Feels
- Diretto da: Gregory Prange
- Scritto da: Mark Schwahn

### Trama
Mentre gli abitanti di Tree Hill eleggono il nuovo sindaco, Lucas ha in serbo un'importante rivelazione: sa chi ha cercato di uccidere Dan. Poco dopo, Brooke, Peyton e Haley finiscono in prigione per aver rubato da un negozio dei capi disegnati da Brooke: Lucas va a pagare la cauzione, ma dice di tenere Brooke dentro ancora un po’ e, alle rimostranze di Peyton, lui, ancora arrabbiato, risponde che se lo merita perché, dopo essere sottostato a tutte le sue richieste (la relazione non esclusiva, la festa in maschera e il ragazzo dei sogni) per cercare di dimostrarle di voler provare a stare con lei, è stato ripagato trovandola a letto con Keller. Una volta uscita di prigione a sua volta, Brooke va da Lucas per scusarsi e i due cominciano invece a discutere e a rinfacciarsi a vicenda tutto ciò per cui sentono di essere stati feriti dall’altro: Lucas dice a Brooke che non ha niente di cui scusarsi perché era stata chiara sul fatto che non stavano davvero insieme, però non pensava che “relazione non esclusiva” significasse andare a letto con Keller, al che Brooke gli ricorda nuovamente il tradimento con Peyton di alcuni mesi prima, cosa a cui lui controbatte dicendo che all'epoca non provava dei veri sentimenti per lei. Keller, invece, trascina Nathan in una rischiosa partita a poker e poi, al loro ritorno, Chris riparte, mentre Nathan chiede a Haley per la prima volta da quando è tornata di restare da lui per la notte: i due si riappacificano, si baciano e fanno l'amore. Infine, Lucas e Brooke si riconciliano a loro volta dopo che anche lei gli ha detto di voler stare davvero con lui e che si è comportata in quei modi perché aveva paura di soffrire ancora dopo quanto accaduto l'anno prima: i due, così, decidono di riprovare a stare insieme, questa volta sul serio.
- Riferimento del titolo: Il titolo fa riferimento al brano cantato da The Hold Steady

## Il mondo nuovo
- Titolo originale: Brave New World
- Diretto da: John Asher
- Scritto da: John A. Norris

### Trama
Lucas parte con Peyton alla ricerca di Ellie la mattina immediatamente successiva essere tornato con Brooke, a cui non dice nulla al riguardo, preoccupandosi molto più del problema di Peyton che della sua ragazza: quando Peyton lo rimprovera per questo, lui le dice che ha promesso che ci sarebbe sempre stato per lei e non verrà meno alla parola data, aggiungendo anche che è molto felice di essere il suo punto di riferimento. Durante il viaggio il giovane incontra Faith, una sua vecchia amica. Brooke intanto, con l’aiuto di Mouth, crea un sito per vendere le sue creazioni e gli affari vanno a gonfie vele, ma la ragazza non riesce a far fronte alle numerose richieste dei clienti, mentre, rivangando nuovamente quanto accaduto mesi prima, ricomincia ad essere gelosa del rapporto tra Lucas e Peyton, il cui legame continua a rafforzarsi sempre di più pur non stando insieme.
- Riferimento del titolo: Il titolo fa riferimento al brano cantato da Iron Maiden

## Il ritorno di Keith
- Titolo originale: Return of the Future
- Diretto da: Bethany Rooney
- Scritto da: Terrence Coli

### Trama
Brooke riceve l'invito a partecipare ad una prestigiosa competizione di New York per stilisti e pensa che sia stato Lucas, avendo fatto una cosa molto simile per Peyton l’anno prima, a spedire i disegni dei suoi abiti, salvo poi scoprire che lui, di quella faccenda, non ne sa assolutamente niente, dicendole che dovrebbe conoscerla abbastanza per poter fare una cosa del genere per lei. In seguito, la ragazza scopre che è stata Rachel a spedire i disegni e la ringrazia, anche se non capisce perché lo abbia fatto, visti i loro rapporti decisamente tesi. Haley e Nathan invece discutono nuovamente quando lui scopre che lei ha scordato si prendere la pillola anticoncezionale. Intanto, i Ravens perdono la loro seconda partita e Peyton continua ad approfondire il suo rapporto con Ellie, mentre Keith torna a Tree Hill, intenzionato a conquistare finalmente Karen, ma prima viene accusato di essere colui che ha appiccato l’incendio che ha quasi ucciso Dan. Brooke e Lucas, capendo che sanno molto poco l'uno dell'altra, decidono di iniziare a scriversi delle lettere, come lei ha fatto durante l’estate per lui, per cercare di conoscersi meglio. 
- Riferimento del titolo: Il titolo fa riferimento al brano cantato da Scooter

## Sogni e desideri
- Titolo originale: I've Got Dreams to Remember
- Diretto da: Stuart Gillard
- Scritto da: Mike Herro & David Strauss

### Trama
Non essendoci prove a suo carico per l'attentato a Dan, Keith viene rilasciato e lui e Karen finalmente escono insieme per un vero appuntamento, andando a vedere una partita dei Ravens. Nel frattempo, Brooke scopre che la competizione di moda di New York si terrà lo stesso weekend del torneo di cheerleader da Rachel e capisce quindi che lei ha spedito i suoi bozzetti per far sì che non potesse partecipare al torneo: la ragazza deve quindi cercare di trovare un modo per poter partecipare ad entrambi gli eventi. Inoltre, tutti hanno appuntamento dal consulente scolastico per essere indirizzati su quale college frequentare: Peyton, dopo essere stata incoraggiata e ispirata da Ellie vedendo quanto è brava e appassionata nell’arte e nella musica, dice che vorrebbe approfondire gli studi in quell’ambito, Brooke invece dice che non le piace pensare al college perché quando quel momento arriverà tutti dovranno partire e lei resterebbe sola, Lucas dice semplicemente che vorrebbe continuare a giocare a basket e stare con i suoi amici e Nathan e Haley scoprono che i college che vorrebbero frequentare si trovano a migliaia di chilometri di distanza l’uno dall’altra, quindi devono trovare una soluzione. 
- Riferimento del titolo: Il titolo fa riferimento al brano cantato da Otis Redding

## Black out
- Titolo originale: The Wind That Blew My Heart Away
- Diretto da: David Jackson
- Scritto da: Stacy Rukeyser

### Trama
Dan approfitta di un black-out durante una tempesta per introdursi in casa di Keith alla ricerca di prove che lo possano incastrare. Intanto, Karen trova finalmente il coraggio di dichiarare il suo amore a Keith e i due si mettono insieme. Brooke si arrabbia di nuovo con Lucas per via di una sua lettera in cui lui ha riutilizzato le stesse identiche parole che aveva già scritto l’anno prima in un’altra lettera indirizzata a Peyton che era nella “scatola dei rimpianti” trovata da Brooke in camera di lui all’inizio della precedente estate: delusa e amareggiata per la sensazione di essere ancora solo un ripiego, la ragazza se ne va di casa in mezzo alla tempesta facendo una scenata. Lucas insegue Brooke e i due, dopo aver continuato a litigare sotto l’acquazzone, sembrano riappacificarsi scambiandosi un bacio sotto la pioggia, nonostante il "fantasma" di Peyton sia evidentemente ancora un problema e non se ne sia mai andato. Haley e Nathan invece rimangono soli a casa di lui e finalmente riescono a parlare a fondo di tutto ciò che è successo nell’ultimo periodo, chiarendosi una volta per tutte e tornando definitivamente insieme. Intanto, Karen e Keith si godono la loro storia, ora che finalmente si sono trovati, mentre Ellie e Peyton condividono i loro ultimi momenti insieme, duranti i quali la madre dà alla figlia alcuni importanti consigli di vita, dicendole che deve smettere di scappare, di avere paura e iniziare a vivere e non più solo sopravvivere. Grazie a queste parole, la ragazza ammette di essersi pentita di aver lasciato andare un ragazzo che amava e crede di aver fatto un grosso sbaglio perché lui in realtà è ancora nel suo cuore, temendo però che ormai sia troppo tardi, ma Ellie le risponde che non è mai troppo tardi: Peyton non dice apertamente di chi sta parlando, ma le sue parole fanno in realtà capire che si sta riferendo a Lucas. Il giorno dopo, Ellie si spegne e viene trovata da Peyton senza vita dentro casa sua: la ragazza è distrutta.
- Riferimento del titolo: Il titolo fa riferimento al brano cantato da Fruit Bats

## Un istante per sempre
- Titolo originale: All Tomorrow's Parties
- Diretto da: David Paymer
- Scritto da: Anna Lotto

### Trama
Brooke si reca a New York con Haley e Peyton per partecipare alla sfilata di moda, che però viene rimandata di un giorno e quindi le due ragazze sono costrette a lasciare l’amica da sola per recarsi al torneo di cheerleader. Brooke però, dopo aver conosciuto la modella Solaris e aver toccato con mano il lato oscuro del mondo delle passerelle, fatto di droga e perversione, decide di lasciar perdere e di andare a sua volta al torneo. Lì, nel frattempo, Rachel, sapendo del passato tra Peyton, Lucas e Brooke e per ferire quest’ultima, fa ubriacare Peyton e scambiare le stanze dell’albergo in modo che lei finisca con Lucas, sperando che tra i due succeda qualcosa, ma alla fine non accade nulla e Lucas semplicemente si prende cura di Peyton tutta la notte per aiutarla a smaltire la sbronza, oltre a starle vicino per superare la perdita di Ellie: la vicinanza tra i due continua ad aumentare sempre di più. La mattina successiva arriva anche Brooke, che vedendo Lucas e Peyton in camera insieme subito fraintende tutto e fa l'ennesima scenata di gelosia nei confronti di Lucas. Invece Karen, felice perché lei e Keith sono finalmente insieme, gli chiede di sposarla e lui accetta entusiasta.
- Riferimento del titolo: Il titolo fa riferimento al brano cantato da The Velvet Underground

## Confessioni dalla capsula del tempo
- Titolo originale: Just Watch the Fireworks
- Diretto da: Billy Dickson
- Scritto da: James Stoteraux & Chad Fiveash

### Trama
Le capsule del tempo registrate l'anno prima vengono rubate e immesse sul circuito interno di trasmissione della scuola. In pochi minuti riflessioni e segreti, che non dovevano essere divulgati, vengono svelati senza pietà a tutti, in particolare la sofferenza e i soprusi a cui è stato sottoposto uno studente, Jimmy Edwards, che nel suo video registrato per la capsula non si risparmia verso nessuno. Intanto, Keith comunica a Lucas la bella notizia del fidanzamento tra lui e Karen e, inoltre, gli chiede di poterlo legalmente adottare come suo figlio e il ragazzo accetta felice.
- Riferimento del titolo: Il titolo fa riferimento al brano cantato da Jimmy Eat World

## Una tragedia annunciata
- Titolo originale: With Tired Eyes, Tired Minds, Tired Souls, We Slept
- Diretto da: Gregory Prange
- Scritto da: Mark Schwahn

### Trama
Jimmy, distrutto e depresso dopo quanto accaduto con le capsule del tempo, va a scuola con una pistola. Davanti all'ennesimo sopruso il ragazzo spara, colpendo involontariamente Peyton a una gamba, e prende in ostaggio alcuni ragazzi, tra cui Haley. Nathan si precipita dentro la scuola per salvarla, seguito da Lucas che fa lo stesso per salvare Peyton, che trova sanguinante nascosta in biblioteca: il ragazzo non la lascia sola e resta con lei, promettendole che andrà tutto bene. Così, Peyton dice a Lucas che lui la salva sempre e il ragazzo, commosso, le risponde che qualcuno deve farlo, allora lei, durante un momento di debolezza perché teme di non farcela, finalmente gli confessa di amarlo e i due si scambiano un bacio. Subito dopo, la ragazza sviene per via della perdita di sangue, così Lucas decide di rischiare il tutto per tutto, la prende in braccio e cerca di portarla fuori, ma viene scoperto da Jimmy, implorandolo di lasciarli andare perché Peyton sta ormai morendo. Intanto, Keith entra nella scuola e prova ad intervenire, riuscendo a bloccare Jimmy, che però si suicida, preso dai sensi di colpa per quello che ha fatto, mentre Lucas riesce a portare in salvo Peyton. Infine, anche Dan entra nella scuola, raccoglie la pistola di Jimmy e spara al fratello, uccidendolo.
- Riferimento del titolo: Il titolo fa riferimento al brano cantato da Explosions in the Sky

## Le fasi del lutto
- Titolo originale: Who Will Survive, and What Will Be Left of Them
- Diretto da: John Asher
- Scritto da: Mark Schwahn

### Trama
Sono passate due settimane dal tragico giorno. Al funerale di Keith hanno partecipato molti degli abitanti di Tree Hill, tutti i ragazzi sono ancora sotto shock per quanto accaduto e Lucas e Karen sono in lutto, mentre Peyton fortunatamente si è ripresa e Brooke si scusa con lei per non essere mai andata a trovarla in ospedale in quanto pensava di dover stare vicina a Lucas, che invece si è totalmente chiuso in se stesso, ma Peyton le dice di non preoccuparsi. Per cercare di distrarre Lucas e credendo che sia il modo migliore per tutti per tornare alla normalità, Brooke decide di dare una festa a scuola, ma Lucas crede che sia un gesto fortemente irrispettoso verso chi quel giorno non ce l’ha fatta e si infuria con lei, dando vita all'ennesimo litigio, arrivando a dirle che lei non può capire perché quel giorno non c'era, al che lei controbatte che non era fisicamente dentro la scuola, ma era fuori distrutta e preoccupata per loro all'interno e quindi c'era eccome. Intanto, Lucas, a scuola, vede Peyton e la segue perché non riesce a smettere di pensare a ciò che è successo tra loro quel giorno: i due si ritrovano nuovamente soli in biblioteca e hanno un momento di intimità in cui chiariscono la questione del bacio, stabilendo di comune accordo di dimenticare quanto accaduto e facendo finta che non abbia significato niente per non ferire Brooke, e poi ribadiscono l’importanza del loro legame, tanto che solo parlando con Peyton e grazie alle sue parole Lucas riesce a distrarsi e ritrovare un po’ di serenità, oltre a scusarsi con lei perché, ora che sta vivendo la stessa terribile situazione, teme di non esserle stato abbastanza vicino dopo la morte di Ellie, ma la ragazza gli dice che è tutto a posto. Brooke, invece, è sempre più consapevole che quello che lega i due non è solo amicizia, ma è un legame molto più profondo e sempre lo sarà, al punto da arrivare a dire a Lucas che avrebbe voluto trovarsi al posto dell'amica dentro a quella biblioteca per essere salvata da lui e a Peyton che è evidente che Lucas la ama ed entrambe sanno che è così. Intanto, Rachel confessa a Mouth, che ha una cotta per lei, di essere colei che aperto la capsula del tempo, facendolo rimanere molto deluso. Intanto, Nathan e Haley cercano a loro volta di stare vicini a Lucas ricordandogli che se non fosse stato per lui ora starebbero celebrando anche il funerale di Peyton e, inoltre, i due capiscono nuovamente quanto è importante ciò che c'è tra loro avendo visto quanto tutto potrebbe svanire in un attimo. Infine, Lucas riesce a vincere l'odio per Jimmy, colui che crede essere l'assassino di suo zio, andando con Mouth e Skills al suo funerale.
- Riferimento del titolo: Il titolo fa riferimento al brano cantato da Murder By Death

## Il cambiamento
- Titolo originale: When It Isn't Like It Should Be
- Diretto da: Paul Johansson
- Scritto da: R. Lee Fleming, Jr.

### Trama
Rachel invita gli amici a trascorrere il weekend nella sua baita in montagna, mentre Karen è ancora molto chiusa e in lutto per la perdita di Keith. Intanto, Nathan, colpito dagli ultimi eventi e pensando che la vita sia troppo breve per sprecare le cose belle, chiede a Haley di risposarlo, stavolta con una vera cerimonia, e lei accetta felice. Intanto, si scopre anche il passato di Rachel.
- Riferimento del titolo: Il titolo fa riferimento al brano cantato da Saves the Day

## Bisogno di aiuto
- Titolo originale: I Slept with Someone in Fall Out Boy and All I Got Was This Stupid Song Written About Me
- Diretto da: Moira Kelly
- Scritto da: Bill Brown

### Trama
Mouth è disperato dopo aver scoperto che Rachel ha una storia con Cooper, lo zio di Nathan. Quest'ultimo, però, viene a sapere che la ragazza ha solo diciassette anni e decide di troncare la loro relazione. Intanto, Lucas deve giocare la prima partita dei Ravens dopo la morte di Keith e, ancora turbato dalla perdita dello zio e dell’effetto devastante che ha avuto su di lui e sua madre, si chiede se sia la cosa giusta per via della sua malattia, di cui non ha parlato a nessuno: così, il ragazzo decide di confessare prima a Nathan e Whitey e poi a Karen di avere l’HCM, scegliendo dolorosamente di smettere di giocare perché non può continuare a rischiare la vita in quel modo dopo quanto accaduto di recente a Keith. Inoltre, la distanza tra lui e Brooke continua a crescere sempre di più, mentre Peyton, decisamente confusa dagli ultimi avvenimenti, sia traumatici che non, riceve un importante consiglio da suo padre riguardante la sua vita amorosa per aiutarla a capire a chi appartiene davvero il suo cuore, così lei, pensando che possa essere Jake, decide di andare a trovarlo a Savannah, dove lui ormai vive stabilmente.
- Riferimento del titolo: Il titolo fa riferimento al brano cantato da Fall Out Boy

## La vittoria del cuore
- Titolo originale: Everyday Is a Sunday Evening
- Diretto da: Billy Dickson
- Scritto da: Mark Schwahn

### Trama
Lucas e Karen sono andati via da Tree Hill per un po' di tempo per riprendersi dagli ultimi eventi e per far visitare a lui alcuni college che vorrebbe frequentare. Nel frattempo, i Ravens si giocano il turno per accedere ai playoff del campionato, mentre Peyton si trova a Savannah con Jake per capire se è con lui che vuole stare.
- Riferimento del titolo: Il titolo fa riferimento al brano cantato da The Blackouts

## Inseguire l'amore
- Titolo originale: Over the Hills and Far Away
- Diretto da: Thomas J. Wright
- Scritto da: Mark Schwahn

### Trama
Jake capisce che Peyton è ancora innamorata di Lucas e che è andata da lui solo per fuggire dai suoi veri sentimenti e perché Lucas sta ancora con Brooke, perciò le dice di tornare a Tree Hill perché è quello il suo posto. Haley litiga con Brooke a causa del vestito da sposa che non è come lei desiderava, ma alla fine le due fanno pace. Intanto, Lucas e Karen tornano dal loro viaggio, che ha dato i suoi frutti: il ragazzo, ora che ha dovuto accantonare il basket, ha capito di voler diventare uno scrittore. Brooke organizza una festa pre-matrimonio per Nathan e Haley mentre inizia a mettere in discussione la sua storia con Lucas e a rendersi conto che lui non le è mancato dopo che ha iniziato ad allontanarsi da lei in seguito alla morte di Keith e mentre è stato via con Karen, comprendendo di non essere più così emotivamente dipendente da lui e di stare meglio da sola. Invece Peyton, durante la festa, prende definitivamente coscienza del suo amore, mai davvero dimenticato, per Lucas e, per non commettere l’errore dell’anno prima, decide di essere sincera con Brooke dicendole la verità riguardo ai suoi sentimenti per lui.
- Riferimento del titolo: Il titolo fa riferimento al brano cantato da Led Zeppelin

## Chi si salverà?
- Titolo originale: The Show Must Go On
- Diretto da: Mark Schwahn
- Scritto da: Mark Schwahn

### Trama
È arrivato finalmente il giorno del matrimonio di Nathan e Haley. Dopo che Peyton ha confessato a Brooke di essere ancora innamorata di Lucas, l'amicizia tra le due si rompe di nuovo, nonostante Peyton dica a Brooke di voler tenere per sè i suoi sentimenti e che l’unico motivo per cui glielo ha detto è che voleva essere sincera con lei, ma Brooke sembra non voler sentire ragioni, al che Peyton le rinfaccia che dice di amare Lucas, ma solo la sera prima ha ammesso che nemmeno le è mancato mentre è stato via. In seguito, al ricevimento, Peyton fa un tentativo di riavvicinamento con l’amica, ma senza successo, allora chiede esplicitamente a Brooke se ama davvero Lucas, facendola arrabbiare ancora di più, però lei tergiversa e non risponde alla domanda e Peyton glielo sottolinea. Intanto, Lucas si lascia sfuggire con Brooke del bacio che lui e Peyton si sono dati durante la sparatoria pensando che lei lo sapesse già e, così, tra i due scoppia l’ennesima lite: entrambi esplodono e iniziano a rinfacciarsi a vicenda le rispettive mancanze nei confronti dell’altro, con Lucas che prova a giustificarsi dicendo che quel bacio non ha avuto importanza e ricorda a Brooke che lui l’ha perdonata quando è andata a letto con Keller, non ritenendo quindi giusto un trattamento del genere nei suoi confronti soprattutto considerata la situazione in cui è avvenuto il bacio con Peyton, mentre lei sottolinea che un bacio significa sempre qualcosa, al che Lucas risponde che da quando sono tornati insieme, ha la sensazione che lei cerchi sempre una scusa per allontanarlo e Brooke controbatte dicendo di non averlo allontanato affatto, ma anzi aver cercato di aggrapparsi a lui con tutte le sue forze e che è lui a non dimostrare mai a fatti l'amore che dice di provare per lei. Dopo il matrimonio, Karen confessa a Lucas di aspettare un bambino da Keith, mentre lui trova un test di gravidanza, ma non sa di chi è: la madre gli conferma che non è il suo. Brooke, intanto, decide di andare via e le cose tra lei e Lucas restano in sospeso, poi lui racconta a Peyton quanto successo e lei si dice dispiaciuta per tutta la situazione venutasi a creare, ma lui chiarisce che non è colpa sua. Infine Rachel, ubriaca, ruba la limousine degli sposi e poi si scontra su un ponte con Haley e Nathan, che erano in partenza per la luna di miele dopo aver preso in prestito l’auto di Lucas: la limousine con dentro Rachel e Cooper, che si trovava con lei, cade nel fiume sottostante e Nathan si tuffa per salvarli. Il ragazzo sembra non risalire e Haley è disperata.
- Riferimento del titolo: Il titolo originale fa riferimento al brano cantato dai Queen.